# Sadako Ogata
Sadako Ogata (née Nakamura) le 16 septembre 1927 à Tokyo et morte le 22 octobre 2019 dans la même ville, est une politologue, diplomate et universitaire japonaise, qui fut doyenne de la faculté des études étrangères de l'université Sophia, à Tokyo et remplit, par ailleurs, de nombreuses fonctions aux Nations unies à partir de 1978.

## Biographie
Sadako Ogata a enseigné à l'International Christian University de Tokyo.
Elle a été successivement présidente du Comité exécutif de l'UNICEF en 1978-1979, membre du Conseil des droits de l'homme des Nations unies et experte indépendante de la « Commission sur la situation des droits de l'homme en Birmanie », avant d'être nommée, en 1990, au poste de Haut Commissaire des Nations unies pour les réfugiés, qu'elle occupera pendant 10 ans, jusqu'en 2000. Elle a été nommée, par la suite, présidente de l'Agence Japonaise de Coopération Internationale (JICA).
Elle est membre honoraire du Club de Rome.

## Distinctions
- Grand officier de l'ordre d'Orange-Nassau
- Commandeur première classe de l'ordre royal de l'Étoile polaire
- Commandeur de la Légion d'honneur